# Tanzania na Mistrzostwach Świata w Lekkoatletyce 2022
Tanzania na Mistrzostwach Świata w Lekkoatletyce 2022 – reprezentacja Tanzanii podczas mistrzostw świata w Eugene liczyła dwóch zawodników, którzy nie zdobyli żadnego medalu.

## Skład reprezentacji

### Mężczyźni
| Zawodnik                | Konkurencja | Finał   | Finał   | Źródło |
| Zawodnik                | Konkurencja | Wynik   | Pozycja | Źródło |
| ----------------------- | ----------- | ------- | ------- | ------ |
| Gabriel Geay            | maraton     | 2:07:31 | 7.      | [ 1 ]  |
| Emanuel Giniki Gisamoda | maraton     | DNF     | DNF     | [ 1 ]  |